# Сапронов, Савелий Гаврилович
Сапронов Савелий Гаврилович (1889, Ливенский уезд, Орловская губерния — 1952, Москва) - моряк Черноморского флота, русский революционер. Герой Первой мировой войны. Участник Революции в России и Гражданской войны. Советский партийный и хозяйственный деятель.

## Биография
Родился в 1889 году в деревне Вышнее Кобылье Ливенского уезда  Орловской губернии в семье крестьян. До 1898 года батрачил у помещиков, затем работал на заводах и шахтах Донбасса. С 1905 года был призван Российский императорский флот, матрос Балтийского флота. В 1906 году участвовал в выступлении матросов учебного корабля "Рига". В 1910 году за революционную деятельность выслан из Петербурга, работал на Ленских золотых приисках, в Иркутской губернии и Екатеринославе. С началом Первой мировой войны 1914 году призван на Черноморский флот из запаса, служил на эскадренном миноносце «Капитан Сакен» артиллерийским кондуктором.
 1(14) мая 1916 года миноносец вышел в море для встречи ”Императрицы Марии”. На ”Капитане Сакене” в 4 милях от мыса Фиолент к югу от Херсонесского маяка в 13 часов с расстояния 12 кабельтовых были замечены перископы двух подводных лодок. Они маневрировали для выхода в атаку. Открыв огонь и бросившись в таранную атаку, ”Сакен” сорвал их маневр. Были награждены Георгиевскими медалями несколько нижних чинов. Медали 3 степени получили (имевшие уже медали 4 степени) артиллерийский унтер-офицер Савелий Гаврилович Сапронов и боцманмат-комендор Алексей Сергеевич Лютый.  
5 марта 1917 года выступил на митинге в цирке Труцци с левой речью.
Член РСДРП(б) с 1917 года. В апреле 1917 года стал один из создателей большевистской организации в Севастополе и её первым председателем с апрель по август 1917 года. Избран депутатом Севастопольского Совета военных и рабочих депутатов.
С. Г. Сапронов вспоминал: «На первом же заседании Совета различные партии начали оформляться во фракции и выставлять своих лидеров. Самой многочисленной была фракция эсеров, лидером которой был доктор С. О. Бируля. Затем шли кадеты и меньшевики. Мы, большевики, тоже объявили себя фракцией во главе с лидером Каличем. Заявление наше было встречено смехом: так нас было мало. Кроме Калича и меня во фракцию входили еще два большевика – Сюсюкалов и Клепиков. Но нас не смутили вражеские насмешки. Пусть предлагаемые нами резолюции не принимались Советом, зато они показывали массам, за что именно борются большевики».
С 16 декабря 1917 года член Севастопольского военно-революционного комитета.
Участвовал в боях на Дону с войсками генерала А. М. Каледина, в установлении Советской власти в Крыму зимой 1917-1918 годов и на своей родине в Орловской губернии в 1918 году. Участвовал в подавлении эсеровского мятежа в Ливенском уезде в 1919 году. В 1919-1922 годах - на политработе в Красной Армии и Черноморском флоте.
В 1922-1942 годах – на партийной и хозяйственной работе. Скончался в 1952 году в Москве.
Автор мемуаров о революционных событиях 1917 года в Севастополе.

## Семья
- жена Сапронова Надежда Алексеевна — учительница математики.

## Память
В 1963 году была издана детская биографическая повесть о детстве и молодости С. Г. Сапронова "Когда деды были внуками".